# Peko
Peko är en nedlagd gruva i Australien. Den ligger i kommunen Barkly och territoriet Northern Territory, omkring 880 kilometer sydost om territoriets huvudstad Darwin.
Trakten runt Peko är nära nog obefolkad, med mindre än två invånare per kvadratkilometer.. Närmaste större samhälle är Tennant Creek, omkring 10 kilometer nordväst om Peko. 
Omgivningarna runt Peko är i huvudsak ett öppet busklandskap. Genomsnittlig årsnederbörd är 495 millimeter. Den regnigaste månaden är december, med i genomsnitt 127 mm nederbörd, och den torraste är juni, med 1 mm nederbörd.